# The Open Championship 1869
The Open Championship 1869 var en golfturnering afholdt af og i Prestwick Golf Club i Ayrshire, Skotland torsdag den 16. september 1869. Turneringen var den tiende udgave af The Open Championship, og den havde deltagelse af 14 spillere, syv professionelle og syv amatører. Mesterskabet blev afviklet som en slagspilsturnering over tre runder på Prestwick Golf Clubs 12-hullersbane.
Titlen blev vundet af den 18-årige forsvarende mester, Tom Morris, Jr. fra St Andrews, elleve slag foran Bob Kirk. Det var anden gang, at Young Tom Morris vandt mesterskabet – første gang var i 1868 – og efterfølgende vandt han yderligere to titler i 1870 og 1872. Selv om Tom Morris, Jr. kun var 18 år, så var det femte gang han deltog i mesterskabet.

## Resultater
| Plac. | Spillere            | Score (slag) | Score (slag) | Score (slag) | Score (slag) |
| Plac. | Spillere            | 1.runde      | 2.runde      | 3.runde      | Total        |
| ----- | ------------------- | ------------ | ------------ | ------------ | ------------ |
| 1.    | Tom Morris, Jr.     | 50           | 55           | 52           | 157          |
| 2.    | Bob Kirk            | 53           | 58           | 57           | 168          |
| 3.    | Davie Strath        | 53           | 56           | 60           | 169          |
| 4.    | Jamie Anderson      | 60           | 56           | 57           | 173          |
| 5.    | William Doleman (a) | 60           | 56           | 59           | 175          |
| 6.    | Tom Morris, Sr.     | 56           | 62           | 58           | 176          |
| 7.    | G.M. Innes (a)      | 64           | 58           | 58           | 180          |
| 8.    | Tom Dunn            | 62           | 61           | 59           | 182          |
| 9.    | Charlie Hunter      | 62           | 61           | 64           | 187          |
| 10.   | George McArthur (a) | 58           | 61           | opg.         | –            |
| 10.   | A. Doleman (a)      | 65           | 68           | opg.         | –            |
| 10.   | Duncan McCuaig (a)  | 71           | 65           | opg.         | –            |
| 10.   | C. McArthur (a)     | 76           | 67           | opg.         | –            |
| 10.   | James Imrie (a)     | 70           | 79           | opg.         | –            |